# Опочинина улица
Опочи́нина у́лица — улица в Василеостровском районе Санкт-Петербурга. Проходит от Большого проспекта до Малого проспекта Васильевского острова.

## История
Улицу впервые проложили в первой трети XVIII века в Галерном селении по обе стороны Шкиперского протока и к началу XIX века она достигла Большого проспекта. В первой трети XIX века улица именовалась 2-й и 3-й линиями Гавани.
В 1820-х параллельно существовали и другие названия: от Большого проспекта до Шкиперского протока она называлась Перекрестной улицей. За протоком её называли Апачинской, Апачихиной, Опочининой, Опочинской и даже Починной. Эти названия связаны с фамилией жены флотского капитана М. В. Опочининой, чей деревянный дом стоял на том месте, которое ныне занимает дом № 13 по Шкиперскому протоку. Именно там навещал её внук — контр-адмирал Владимир Опочинин, известный и как певец-любитель.
С середины XIX века название Опочининой распространилось на всем её протяжении.

## Застройка

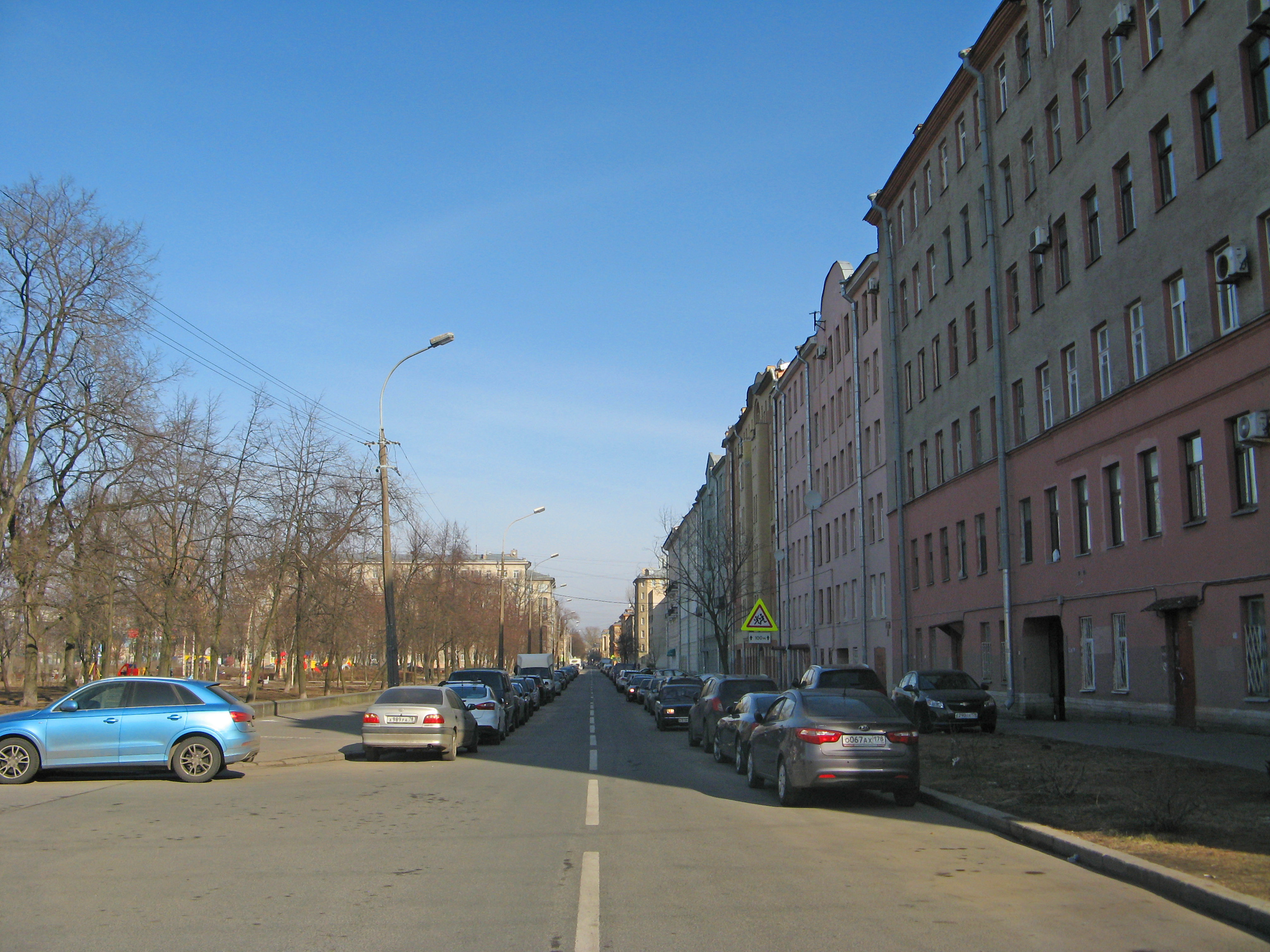
Опочинина улица, дом № 3 арх. Николая Аристова — справа, с круглым фронтоном

В XVIII — начале XIX века улица застраивалась небольшими деревянными домами. В конце XIX — начале XX века улица изменила свой облик. В 1912 году на углу Большого проспекта гражданский инженер В. П. Голубев построил шестиэтажный доходный дом № 1. В 1915 г. архитектор Н. М. Аристов возвел дом № 3, а гражданский инженер Н. Д. Каценеленбоген — дом № 5, оба шестиэтажные. В 1911—1915-х были построены им подобные дома: № 7 (арх. Н. С. Бродович), № 9, № 17 (С. И. Титов), № 27 и № 29 (Д. А. Шагин), № 33 и № 16.
В 1930-х на участке № 10, где в 1880-х годах существовала частная библиотека Вышеславцева, построили школу, а под № 12/8 и № 13 — жилые корпуса.
До Великой Отечественной войны на улице работала фабрика детских игрушек им. 1-го Слёта пионеров, которая находилась за домом № 13 по Шкиперскому протоку. За Малым проспектом в то время тянулись поля овощеводческого совхоза.
Последние деревянные дома старой Гавани были в основном разобраны на дрова во время блокады. В конце 1940-х — начале 1950-х гг. на их месте возвели крупные пяти-семиэтажные здания на участках № 4, 6, 8, 23, 25, 31 и 35. В тот же период был разбит Опочининский сад.

## Достопримечательности
- Опочининский сад;
- дом № 3 — доходный дом с круглым фронтоном, 1911, арх. Николай Аристов[4];
- дом № 5 — доходный дом Решёткина, арх. Николай Каценеленбоген[4];
- дом № 7 — доходный дом, 1909, арх. Николай Бродович[4];
- дом № 10 — школа № 4 им. Жака-Ива Кусто (ГБОУ СОШ № 4 Кусто);
- памятник Мусе Джалилю;
- дом № 17 — доходный дом, 1911, арх. Сергей Титов[4];
- дом № 29 — доходный дом, 1911, арх. Дмитрий Шагин[4].
- дом № 33 — доходный дом, 1911[4].
- дом № 35 — гимназия № 642 «Земля и Вселенная».